# Smirnoff
Smirnoff — першопочатково спиртогорілчаний завод, заснований в Москві Петром Арсенієвичом Смірновим. Марка Smirnoff поставляється в 130 країн. В даний час належить великому британському виробникові напоїв Diageo.
Smirnoff — найбільш продавана горілка і дистильований спирт (серед дорогих) у світі на березень 2006.
За даними «Бізнес Аналітики» позиції бренду Smirnoff з 2005 по жовтень 2008 в Росії не змінювалися — частка становила 0,2 % у вартісному вираженні.

## Історія
Петро Арсенович Смирнов заснував спиртогорілчаний завод в Москві в 1863 р., під торговою назвою П. А. Смирнов. Після його смерті 29 листопада 1898 року власниками заводу стали його сини Петро, Микола і Володимир. Фактично керував Петро Петрович. У 1910 році він раптово помер і справу продовжив Володимир Смирнов. До першої світової війни компанія процвітала і виробляла понад 4 млн ящиків горілки на рік.
Після Жовтневої Революції завод був націоналізований і його сім'я втекла за кордон. Володимир Смирнов знову заснував завод в 1920 році в Стамбулі. Чотири роки потому він переїхав у Львів (в той час — територія Польщі, зараз — Україна) і став продавати горілку під маркою «Smirnoff» (французьке написання). Новий продукт мав успіх, і до кінця 1930 експортувався в більшість європейських країн. Ще один спиртогорілчаний завод був відкритий у Парижі в 1925 році.
У 1930-х Володимир зустрів Рудольфа Куннета, який емігрував з Росії в Америку в 1920 році. До революції сім'я Куннета була постачальником зерна для П. А. Смирнов в Москві. У 1933 році Володимир дав ліцензію Куннету на право виробництва горілки Smirnoff в Північній Америці. Проте, бізнес в Америці не був настільки успішний, як сподівався Куннет. У 1938 Куннет не зміг дозволити собі платити за необхідні комерційні ліцензії і зв'язався з Джоном Мартіном, президентом Хьюблайн (Heublein), який погодився придбати права на Smirnoff.
Завдяки появі коктейлів з горілкою і успішним рекламним кампаніям, Smirnoff отримав популярність як в США, так і в усьому світі.

## Нумерація
- 21 — класична горілка Smirnoff з червоною етикеткою
- 21 (Норв.) — класична горілка Smirnoff з червоною етикеткою з норвезькими ягодами
- 27 — горілка Smirnoff з срібною етикеткою
- 56 — Smirnoff Black, горілка невеликих випусків
- 57 — горілка Smirnoff з блакитний етикеткою
- 64 — Smirnoff Ice Pomegranate Fusion Malt Beverage
- 66 — Smirnoff Ice Raspberry Burst (США)
- 66 — Smirnoff Twisted V Raspberry
- 71 — Smirnoff Ice Malt Beverage ('spin' у Південній Африці).
- 72 — Smirnoff Ice Triple Filtered
- 73 — Smirnoff Black Ice Malt Beverage ('шторм' у Південній Африці).
- 75 — Smirnoff Ice Double Black (Нова Зеландія)
- 83 — Smirnoff Ice Wild Grape
- 85 — Smirnoff Twisted Raspberry (Канада)

## Суперечки навколо бренду
«Смирновъ» — російська версія горілки Smirnoff. Вона випускалася Торговим домом Смирнова.
Бренд «Смирновъ» був відроджений в 1992 році Борисом Олексійовичем Смирновим, праправнуком Петра Смирнова. Після безлічі судових процесів з компанією-засновником Smirnoff (марка Diageo), забороненої в СНД, російська марка стала дочірнім продуктом компанії Smirnoff, так само, як Johnnie Walker, Captain Morgan і Jose Cuervo.
18 грудня 2008 Diageo оголосила про викуп 25 % акцій ЗАТ «Д Дистрибьюшен» у свого російського партнера — компанії A1 (входить в «Альфа-Груп»). В рамках СП, в якому у Diageo було 75 %, компанії управляли брендом «Смирнов», що спочатку належали структурам «Альфи», і займалися ексклюзивної дистрибуції брендів Diageo на російському ринку протягом майже трьох років. Частка А1 могла коштувати не більше $25 млн.
У результаті компанія Diageo отримала повний контроль над продажами своїх алкогольних напоїв в Росії і стала одноосібним власником горілчаної марки «Смирнов».